# Jarrahdale
Jarrahdale is een historisch plaatsje dat deel uitmaakt van de regio Peel in West-Australië. Het ligt in de Darling Range, 45 kilometer ten zuidoosten van Perth. De naam is afkomstig van de jarrahbossen waardoor het omringt is. In 2011 had Jarrahdale 1.082 inwoners en in 2021 1.205.

## Geschiedenis
Vanaf de jaren 1830 waren er sandelhout houthakkers actief ten oosten van de jarrahbossen. Boeren vestigden zich ten oosten en ten zuiden van de huidige locatie van het dorp en produceerden graan, schapen en groenten. Joseph Batt bouwde in de jaren 1850 een meelmolen waar de boeren en de houthakkers hun graan lieten malen, de Batt's Mill. In 1863 legde hij een boomgaard aan met kastanjebomen, The Chestnuts. De jarrahbossen waren commercieel niet aantrekkelijk doordat er enkel kortlopende kapvergunning werden afgeleverd.

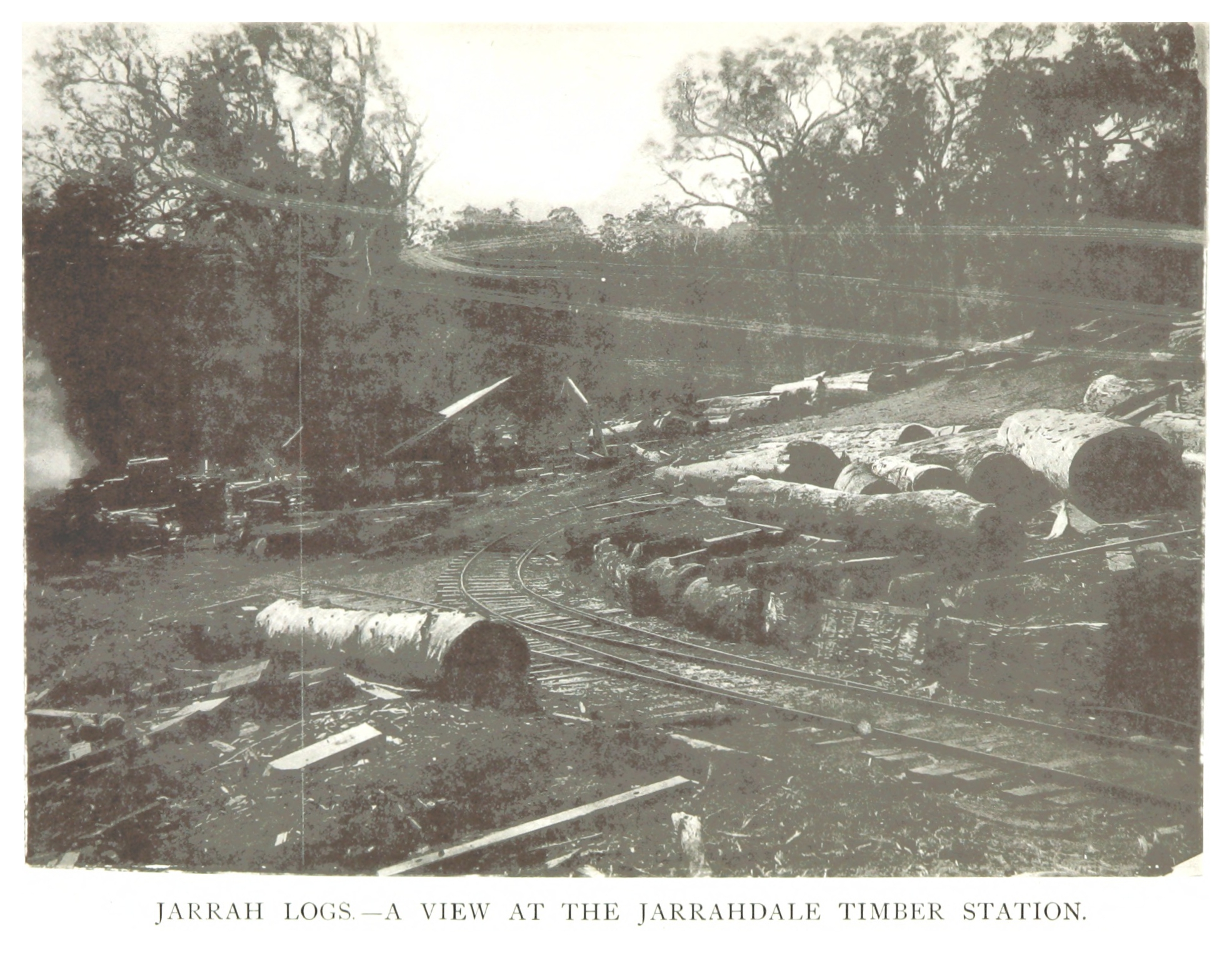
Jarrahdale 1892

Eind jaren 1860 verstrekte gouverneur Weld echter concessies en leases voor langere termijnen. In 1871 werd een aantal investeerders uit Victoria een 100.000 hectare grote houtconcessie vergund. De Jarrahdale Station Syndicate ontstond en leasde een grondgebied dat zich van Byford in het noorden tot bijna in North Dandelup in het zuiden strekte. In het oosten omvatte het bijna het gehele stroomgebied van de rivier Canning. Het bedrijf kwam al snel in moeilijkheden en werd overgenomen door de Rockingham Jarrah Timber Company. Er werd door de jaren heen 450 kilometer spoorweg in het gebied aangelegd om het hout te transporteren. Het bedrijf veranderde tussen 1870 en 1997 10 keer van eigenaar. Tegen 1940 werden de meeste sporen weer opgebroken en werd overgegaan op gemotoriseerd transport.
In mei 1872 werd de eerste houtzaagmolen gebouwd op de oever van de Gooralong Creek in Jarrahdale. Er werd een houten spoorweg van ongeveer 38 kilometer lang tussen Jarrahdale en Rockingham aangelegd. In Rockingham werden door de jaren heen drie aanlegsteigers gebouwd. De Northern Star was het eerste schip dat er een lading hout oplaadde en het naar Melbourne vervoerde. Bij aanvang werden paarden gebruikt om de spoorwagons over de houten spoorstaven te bewegen. Vanaf 1877 diende men de houten spoorstaven te vervangen door ijzeren staven omdat men stoomlocomotieven in gebruik nam. Midden de jaren 1870 stond de plaats bekend als Jarrahdale Village en bestond uit een vijftigtal huizen, een winkel, een werkplaats, een schooltje en een bibliotheek.
Begin jaren 1880 werden een telegraafkantoor en een tweede houtzagerij gebouwd. In 1882 werd het telegraafkantoor en post- en telegraafkantoor en zou dat blijven tot 1930 waarna het nog tot 1972 een onofficieel postkantoor was. Midden jaren 1880 woonden er 400 mensen in Jarrahdale waarvan er 180 tewerkgesteld werden door het houtbedrijf. Er werd een technisch instituut gebouwd en een danszaal, Crock’s Hall. In 1887 brandde de eerste houtzagerij af en werd een nieuwe gebouwd. In 1890 werd 7.000 ton hout uit Jarrahdale uitgevoerd. Het hout werd onder meer gebruikt voor de aanleg van voetpaden in steden als Londen, Glasgow, Parijs en Melbourne. In 1893 werd de spoorweg tussen Perth en Bunbury afgewerkt en in Mundijong werd de lijn Rockingham - Jarrahdale daarop aangesloten. Tegen 1899 werden er nog een aantal houtzagerijen bijgebouwd en werkten er 300 mensen in de zagerijen plus nog veel meer in de bossen en oplaadplaatsen. Jarrahdale was de op drie na dichtst bevolkte plaats in West-Australië. Enkel Perth, Bunbury en Kalgoorlie waren dichter bevolkt. Er was nu een hospitaal, een politiekwartier met cellen en een rechtszaal, een postkantoor en een kerk. Er waren ook postdiensten en schooltjes bij alle afgelegen houtzagerijen en spooraansluitingen. Bijna alle gebouwen waren eigendom van het houtbedrijf.

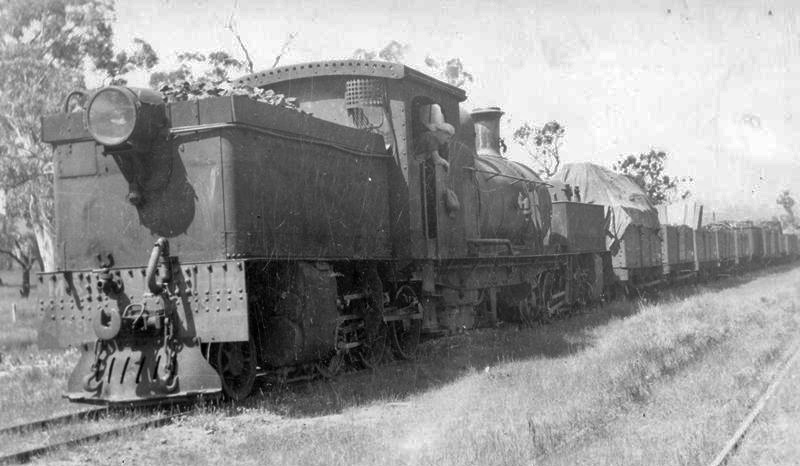
Jarrahdale voor 1955

In het begin van de 20e eeuw telde Jarrahdale 1.200 inwoners. Er woonden ook nog eens 800 mensen rond de houtzagerijen en laadplaatsen in de omtrek. De houtzagerij nummer 1 brandde echter terug af en men koos ervoor de haven van Bunbury in plaats van die van Rockingham uit te breiden waardoor Jarrahdale een periode van achteruitgang kende ten voordele van Big Brook. In 1902 gingen 8 grote houtbedrijven samen en vormden Millars Karri and Jarrah Company Ltd. In 1912 werd de houtzagerij nummer 1 weer opgebouwd in Jarrahdale en verhuisden veel arbeiders terug van Big Brook naar Jarrahdale. In 1913 werd Jarrahdale officieel een dorp. 200 mannen uit Jarrahdale namen deel aan de Eerste Wereldoorlog, 41 van hen stierven. Tijdens de crisis van de jaren 30 verlieten velen het dorp. Tijdens de Tweede Wereldoorlog bleven de houtzagerijen open. Tussen 1943 en 1944 verbleven er 200 Italiaanse krijgsgevangenen in Jarrahdale. In 1949 brandde houtzagerij nummer 1 voor de vierde keer af en werd onmiddellijk een vijfde gebouwd. De stoommachines werden vervangen door machines aangedreven door petroleum.
Vanaf de jaren 1960 werd er een bauxietmijnbouw gedaan op de plaats van houtzagerij nummer 1. In 1961 werd de Serpentine Dam gebouwd waardoor Big Brook en de sites van de houtzagerijen nummer 5 en nummer 6 onder water kwamen te staan. In 1969 werd een nieuwe elektrische houtzagerij nummer 1 gebouwd. Tegen 1997 sloot de laatste houtzagerij en de bauxietmijn. Jarrahdale werd door de National Trust erkend als erfgoed.

## Toerisme
De Jarrahdale Heritage Society en haar museum zijn gevestigd in het oude postkantoor. Er is het Hugh Manning Tractor & Machinery Museum.
Er zijn nog oude gebouwen te bezichtigen in het dorp. Een kerkje uit 1896, een winkel uit 1872, het huis van de manager van de houtzagerij uit 1885, de Single Men’s Quarters voor de arbeiders uit de 19e eeuw, een oude houtzagerij en de Whitnish Cottage die nog volledig gemeubileerd is als weleer.
Er zijn verscheidene parken en wandelpaden die restanten van de mijn- en de houtindustrie bevatten.
De Munda Biddi Trail loopt door Jarrahdale.

## Transport
Jarrahdale ligt tussen de South Western Highway en de Albany Highway. Het maakt deel uit van het goederenspoorwegnetwerk van Arc Infrastructure. Er rijden geen reizigerstreinen meer.

## Klimaat
Jarrahdale kent een warm mediterraan klimaat, Csa volgens de klimaatclassificatie van Köppen. De  jaarlijkse gemiddelde temperatuur bedraagt er 16,6 °C en er valt jaarlijks gemiddeld 1.146 mm neerslag.